# Sie nennen ihn Radio
Sie nennen ihn Radio ist der Titel einer 2003 produzierten Tragikomödie, deren Handlung sich auf wahre Begebenheiten stützt, die sich 1964 in South Carolina ereignet haben.

## Handlung
Der 20-jährige James Robert Kennedy ist ein geistig behinderter Afroamerikaner, den alle in Anderson (South Carolina) nur deshalb Radio nennen, weil er stets mit seinem Radio anzutreffen ist. Wie viele Behinderte wird auch er gemieden, von seinen Schulkameraden an der T.L. Hanna High School verspottet, und nicht selten geschlagen.
Nur einer hält zu Radio, Football-Coach Jones. Er sieht in Radio Talente, die andere nicht erkennen würden. Mit dem Ziel, Radio ins Team zu holen, legt sich Jones mit allen Einwohnern von Anderson an, die das Team und seine Erfolge durch einen Behinderten in Gefahr sehen.
Doch mit der Zeit wird Radio ein Bestandteil des Teams. Durch seine offene Art bewirkt er bei Konservativen und solchen, die dem Thema Behinderung ablehnend gegenüberstehen, ein Umdenken. Er schafft es sogar, durch sein Wesen das Finalspiel seines Teams maßgeblich zu beeinflussen, so dass das Team gewinnen kann.

## Hintergrund
Der Film, der mit einem Produktionsbudget von 35 Millionen Dollar zwischen Oktober und Dezember 2002 an Originalschauplätzen in Anderson und Walterboro gedreht wurde, spielte allein am Eröffnungswochenende in den USA 52,3 Millionen Dollar ein.
Die realen James Kennedy (* 14. Oktober 1946) und Harold Jones sind in kleinen Nebenrollen im Film vertreten.
Während in den USA der Film bereits am 24. Oktober 2003 anlief, wurde er in Deutschland wie auch Österreich nur in ausgewählten Kinos ab dem 6. Mai 2004 gezeigt.

## Auszeichnungen
Nominierungen 
- Black-Reel-Award-Nominierung für Cuba Gooding junior
- ESPY Awards: Bester Sportfilm
- Image-Awards-Nominierung für Alfre Woodard
- Goldene Himbeere/Schlechtester Schauspieler für Cuba Gooding junior

Auszeichnungen 
- CAMIE Awards
- Image Awards für Cuba Gooding junior